# José Nápoles
José Ángel „Mantequilla“ Nápoles (* 13. April 1940 in Santiago de Cuba, Kuba; † 16. August 2019 in Mexiko-Stadt, Mexiko) war ein kubanisch-mexikanischer Boxer.

## Laufbahn

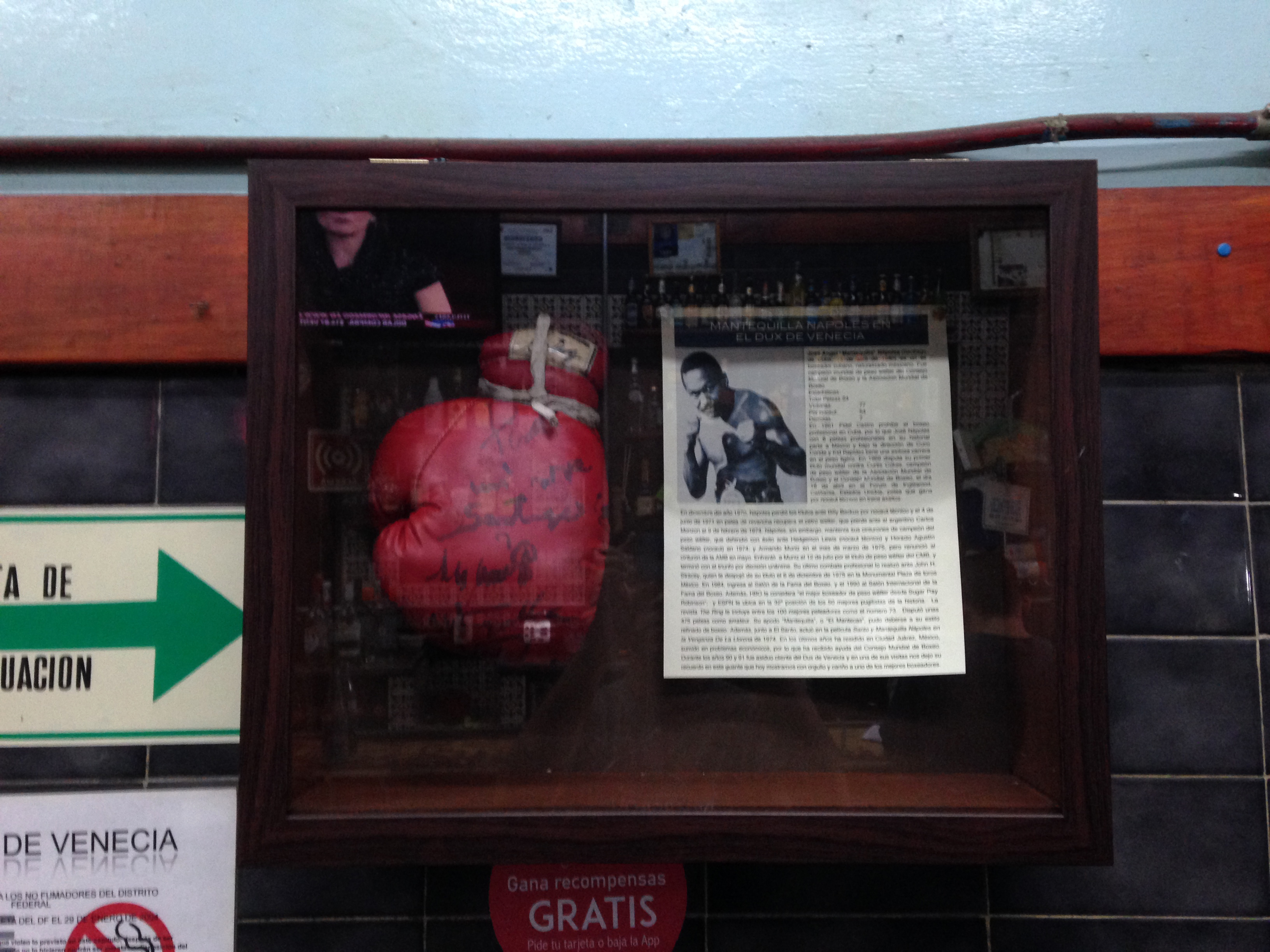
Boxhandschuh von Mantequilla Nápoles El Dux de Venecia bar in Mexiko-Stadt.

Nápoles hatte eine Amateurbilanz von 114 Siege, einer Niederlage. Er wurde 1958 noch auf Kuba Profi und boxte im Leicht- und Halbweltergewicht, verließ jedoch 1962 seine Heimat in Richtung Mexiko, nachdem in Kuba im Zuge der Machtübernahme Fidel Castros professionelles Boxen verboten wurde. Im Jahr 1963 verlor er zwei Kämpfe nach Punkten, konnte allerdings die Rückkämpfe jeweils gewinnen. 1966 unterlag er LC Morgan aufgrund von Platzwunden. Seine Anfälligkeit für diese Verletzungen sollte ihm während seiner ganzen Karriere ein ständiges Ärgernis sein.
Nápoles war zwar ein Verteidigungsspezialist mit guter Oberkörperbewegung, welche ihm seinen Kampfnamen „Mantequilla“ (Butter) einbrachte, er hatte ein Weltklassekinn, einen kraftvollen linken Haken und war mit seinen Schlägen sehr präzise, dennoch war seine Verletzungsanfälligkeit immer ein großer Risikofaktor.
1967 stieg er in das Weltergewicht auf. 1969 deklassierte er den WBC- und WBA-Weltmeister Curtis Cokes und gewann den Titel durch technischen K. o., da Cokes vor der vierzehnten Runde aufgab. Auch den Rückkampf gewann Nápoles vorzeitig, weil sein Gegner in der Rundepause nach der zehnten Runde erneut den Kampf abbrach.
Im gleichen Jahr verteidigte er seine Titel souverän gegen Emile Griffith und Ernie Lopez. Im Dezember 1970 verlor er die Titel nach einem Abbruch wegen Platzwunden an Billy Backus, dem Neffen von Carmen Basilio, gewann sie aber 1971 zurück und verteidigte sie bis 1975 erfolgreich.
Während seiner Zeit als Weltergewichtsweltmeister trat er am 9. Februar 1974 auch gegen den Mittelgewichtsweltmeister Carlos Monzón an, war gegen den körperlich überlegenen Argentinier aber chancenlos und gab den Kampf auf. Es war seine einzige Niederlage durch Schlagwirkung.
Im Mai 1975 legte er den WBA-Titel nieder und verteidigte anschließend im Juli noch einmal den WBC-Titel, bis er den Gürtel am 6. Dezember 1975 an den Briten John Stracey verlor, wiederum durch Platzwunden. Nach dieser Niederlage beendete er seine Karriere.
1990 fand Nápoles Aufnahme in die International Boxing Hall of Fame.